# Jan Matička
Jan Matička (15. listopadu 1904 Praha – 31. srpna 1951 Věznice Pankrác) byl český úředník odsouzený v politickém procesu komunistickým režimem k trestu smrti a v roce 1951 popraven.

## Životopis
Narodil se v roce 1904 v Praze. Nejprve žil v Nuslích, kde v letech 1911 až 1916 studoval na obecné škole. Od srpna 1916 žil se svou rodinou v Budapešti, kde jeho otec vlastnil řeznictví. V letech 1917 až 1920 ve městě navštěvoval měšťanskou školu. Po studiu v Maďarsku pracoval na pozici praktikanta v továrně. Asi v roce 1923 se však vrátil do Československa. Asi do roku 1925 pracoval jako dělník na různých stavbách- Poté začal pracovat jako úředník na Komunikačním úřadě v Praze. V roce 1929 vykonal maturitní zkoušku na reálné škole, kde zároveň prošel kurzem pro referenty řečnickou školou. Za první republiky se zároveň nejprve stal členem národněsocialistické mládeže, později do národněsocialistické strany přímo vstoupil. Nenastoupil povinnou vojenskou službu, důvodem měly být zdravotní důvody. Měl nejméně šest sourozenců, byl ženatý a měl jedno dítě, dceru Alenu.

### Po únoru 1948

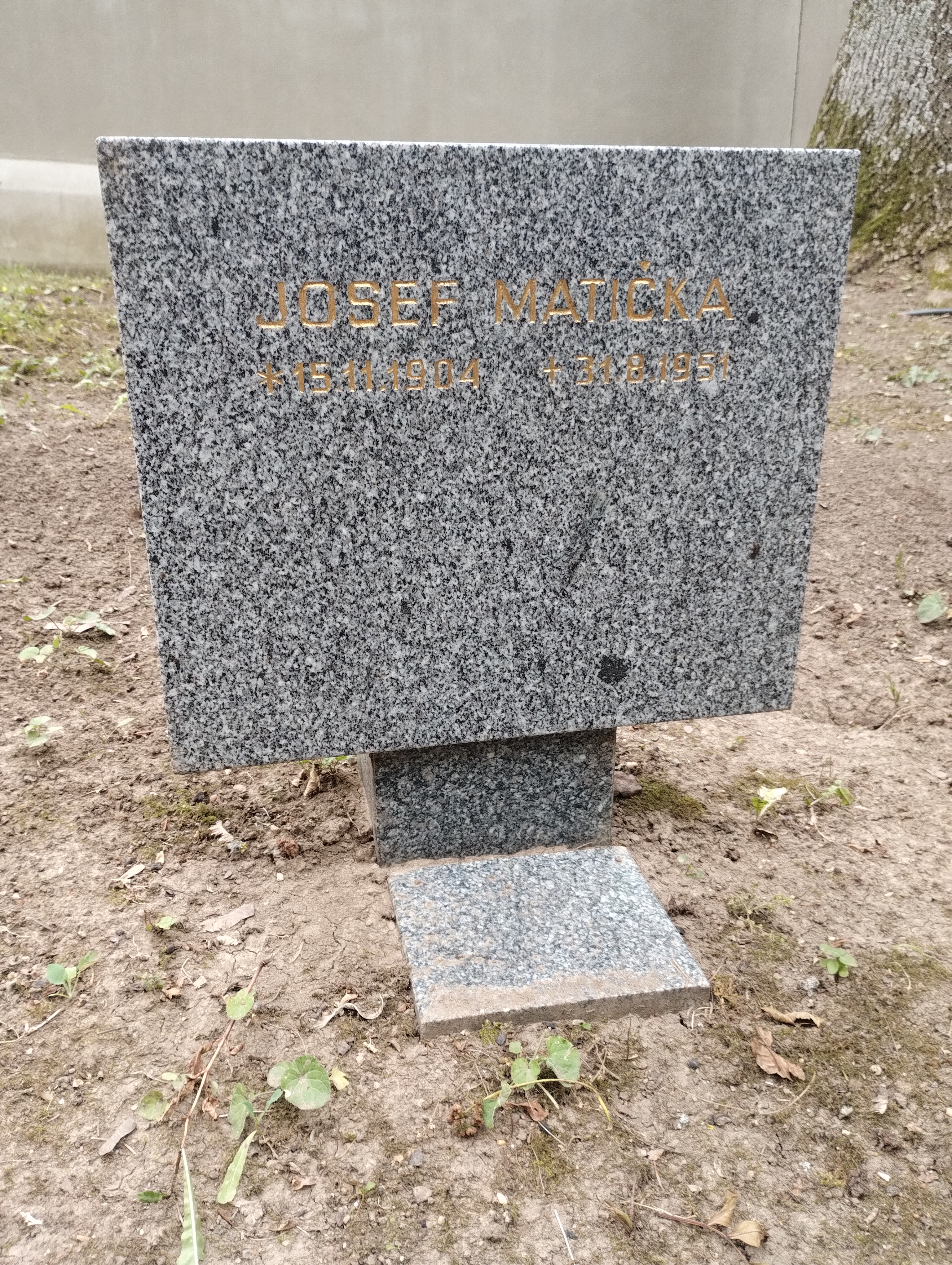
Symbolický náhrobek J. Matičky (chybně uveden jako Josef Matička) na Čestném pohřebišti v Ďáblicích

Po únorovém převratu kontaktoval Václava Vacínka s úmyslem tisknout potravinové lístky, které tou dobou stále byly nezbytné k prodeji potravin. Vacínek se záměrem souhlasila, načež Matička v průběhu roku 1950 studoval materiály ke zprovoznění tiskařského stroje. Ve svém bytě poté od léta 1950 tiskl první zkušební potravinové lístky. Později stroj přesunul ze svého bytu do Josefova, aby nedošlo k odhalení jeho činnosti členy jeho rodiny. Od září 1950 začal lístky, s jejichž kvalitou byl již tou dobou spokojen, aktivně prodávat. Matička měl až do poloviny června na prodeji lístků vydělat přes milion korun. Dne 15. června 1951 byl však zatčen poté, co byla rozbita jimi vytvořená distribuční síť. Až do tohoto bodu se jednalo o standardní kriminální činnost, jež byla nelegální i v řadě demokratických zemí, a na celém případu nebylo nic neobvyklého.
V červenci 1951 byl ovšem za trestný čin ohrožení zásobování v politickém procesu namířeném proti podnikatelům zvaném Matička a spol. odsouzen k trestu smrti. Ještě téhož měsíce bylo zamítnuto Matičkovo odvolání a prezident Klement Gottwald jim rovněž odmítl udělit prezidentskou milost. Matička tak byl popraven již v srpnu 1951. Několik dalších osob zapojených do distribuce lístků bylo v procesu odsouzeno k dlouholetým trestům odnětí svobody. Rehabilitován byl po sametové revoluci v lednu 1991. Na některých pamětních deskách je omylem uváděn jako Josef Matička.